# Silver Lake (Indiana)
Silver Lake es un pueblo ubicado en el condado de Kosciusko en el estado estadounidense de Indiana. En el Censo de 2010 tenía una población de 915 habitantes y una densidad poblacional de 671,64 personas por km².

## Geografía
Silver Lake se encuentra ubicado en las coordenadas 41°4′28″N 85°53′34″O / 41.07444, -85.89278. Según la Oficina del Censo de los Estados Unidos, Silver Lake tiene una superficie total de 1.36 km², de la cual 1.36 km² corresponden a tierra firme y (0.19%) 0 km² es agua.

## Demografía
Según el censo de 2010, había 915 personas residiendo en Silver Lake. La densidad de población era de 671,64 hab./km². De los 915 habitantes, Silver Lake estaba compuesto por el 97.7% blancos, el 0.87% eran afroamericanos, el 0.22% eran amerindios, el 0.22% eran asiáticos, el 0% eran isleños del Pacífico, el 0.11% eran de otras razas y el 0.87% pertenecían a dos o más razas. Del total de la población el 1.86% eran hispanos o latinos de cualquier raza.